# Мота Лава
Мота Лава (на езика Бислама Mota Lava) е вулканичен остров в Тихи океан в архипелага Нови Хебриди, с координати 13,7° ю.ш. и 167,65° и.д. Той принадлежи към островната група Банкс на Република Вануату, провинция Торба.
Мота Лава и близкият до него Ра са само на 20 км от остров Вануа Лава. Ра е неголям остров превърнат в приятен курортен център, докато Мота Лава представлява типичен тихоокеански остров с привлекателни плажове с кокосови палми. Той е признат център на традиционни танци, сред които особено колоритен е култовият „танц на земята“, даващ начало на обреда на изобилието на Мота Лава. Островът обезпечава цялата страна с деликатесното месо на кокосовия краб.